# Metaficció

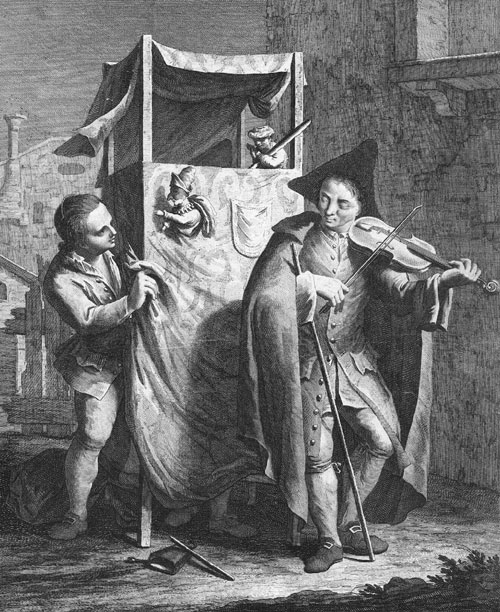
Exemple de metaficció: un titellaire parlant aun un dels seus titelles quan és ell mateix que el mou.

La metaficció és una forma de literatura que consisteix a posar al descobert, sovint amb ironia, la naturalesa fictícia de la mateixa obra. Així, el lector és conscient tothora que està llegint una obra de ficció per tal com els mateixos personatges o el narrador ho comenten obertament. En un sentit més feble, hom també entén per metaficció moltes novel·les sobre un escriptor que reflexiona sobre el llibre que escriu, en tant que és ficció que parla de ficció i, per tant, esdevé conscient de si mateixa com a tal. Tot i que si mirem endarrere en trobem casos antics, la metaficció es considera un concepte modern i postmodern que vol trencar amb la literatura realista.

## Recursos usats per la metaficció
Els procediments utilitzats i els objectius perseguits són molt diversos, així com els gèneres en què es pot trobar. Els següents recursos són considerats exemples de metaficció:
- Un relat sobre un escriptor que escriu un relat.
- Una Història en què s'explica com aquesta història va ser creada o trobada.
- Una història que conté una altra obra de ficció dintre.
- Un llibre que busca interactuar amb el lector.
- Notes a peu de pàgina, que comenten o corregeixen la història.
- Els personatges de la història esmenten l'autor.
- En el llibre s'esmenta el llibre en qüestió.
- Una història els personatges de la qual saben que són part d'una història.[2]

## Història
De brins escadussers d'aquest procediment n'hi ha d'antics, com ara la novel·la Tristram Shandy de Laurence Sterne, en què s'estableix un diàleg entre el narrador i els seus lectors imaginaris o, Don Quixot de Miguel de Cervantes, en què es fa referència a la versió apòcrifa d'Avellaneda del Quixot. Malgrat tot és al segle XX quan s'usa profusament i amb la clara intenció de trencar les convencions imperants. El 1970 William H. Gass fou qui encunyà el terme, en el llibre intitulat Philosophy and the Form of Fiction, car el mot antinovel·la no encloïa l'especificitat de les obres nord-americanes dels anys seixanta com ara són: Lost in the Funhause, de John Barth, Pricksongs & Descants, de Robert Coover, Escorxador núm 5, de Kurt Vonnegut, o The Crying of Lot 49, deThomas Pynchon.